# Amphiesma flavifrons
Amphiesma flavifrons este o specie de șerpi din genul Amphiesma, familia Colubridae, descrisă de Boulenger 1887. A fost clasificată de IUCN ca specie cu risc scăzut. Conform Catalogue of Life specia Amphiesma flavifrons nu are subspecii cunoscute.